# 派恩芒廷鎮區 (阿肯色州福克納縣)
派恩芒廷鎮區（英語：Pine Mountain Township）是位於美國阿肯色州福克納縣的一個行政鎮區。

## 地方資料
派恩芒廷鎮區的面積為46.61平方千米，當中陸地面積為44.89平方千米，而水域面積為1.72平方千米。根據2010年美國人口普查的數據，當地共有人口3701人，而人口密度為每平方千米79.4人。